# Giải đua ô tô Công thức 1 Trung Quốc 2012
Giải đua ô tô Công thức 1 Trung Quốc 2012 (tên chính thức là 2012 Formula 1 UBS Chinese Grand Prix) diễn ra vào ngày 15 tháng 4 tại trường đua Shanghai International ở Thượng Hải và là chặng đua thứ ba của giải đua xe Công thức 1 2012.

## Bối cảnh
Sau giải đua ô tô Công thức 1 Malaysia, Fernando Alonso dẫn đầu bảng xếp hạng các tay đua với 5 điểm trước Lewis Hamilton và 10 điểm trước Jenson Button. McLaren-Mercedes tiếp tục dẫn đầu trong bảng xếp hạng các đội đua với khoảng cách 13 điểm so với Red Bull-Renault và 20 điểm so với Ferrari.

## Tường thuật

### Buổi tập
Trong buổi tập tự do đầu tiên, Hamilton lập thời gian nhanh nhất trước Nico Rosberg và Michael Schumacher. Jules Bianchi tiếp quản chỗ đua từ Paul di Resta ở Force India, Valtteri Bottas tiếp quản chỗ đua từ Bruno Senna ở Williams và Giedo van der Garde tiếp quản chỗ đua từ Vitali Petrov ở Caterham. Đây là lần đầu tiên Bianchi và van der Garde tham gia một sự kiện Công thức 1. Trong buổi tập thứ hai, Schumacher là tay đua nhanh nhất, trước Hamilton và Sebastian Vettel. Trong buổi tập thứ ba, Hamilton lập thời gian nhanh nhất trước Button và Rosberg.

### Vòng phân hạng
Trong phần đầu tiên của vòng phân hạng, Sergio Pérez lập thời gian nhanh nhất. Cặp tay đua của HRT, Marussia và Caterham cũng như Jean-Éric Vergne bị loại.
Trong phần thứ hai, Mark Webber lập thời gian nhanh nhất. Các cặp tay đua của Force India và của Williams cũng như Daniel Ricciardo, Felipe Massa và Vettel bị loại.
Trong phần cuối cùng, Nico Rosberg lập thời gian nhanh nhất trước Lewis Hamilton và Michael Schumacher. Đó là vị trí pole đầu tiên của anh và đồng thời anh trở thành tay đua thứ 96 đạt được vị trí pole trong Công thức 1.

### Cuộc đua chính
Rosberg dẫn trước đồng đội Schumacher. Kamui Kobayashi, người bắt đầu cuộc đua từ vị trí thứ ba, xuất phát không tốt và bị tụt một vài bậc. Rosberg tiếp tục dẫn đầu và nới rộng khoảng cách ở những vòng sau. Ngay ở vòng thứ sáu, Webber bắt đầu giai đoạn đổi lốp đầu tiên. Tại vòng đua thứ mười một, Button đọ sức ở vị trí thứ ba. Tuy nhiên, không giống như Webber, anh vẫn sử dụng hợp chất lốp xe mềm hơn. Một vòng sau, Schumacher vào làn pit để đổi lốp nhưng ngay sau đó, ông đỗ xe bên lề đường đua và sau đó phải bỏ cuộc sau khi một chiếc lốp được lắp không đúng cách trong lần đổi lốp đầu tiên.
Một vòng sau đó, Rosberg đổi lốp và anh ra ngoài ở vị trí thứ ba trước Button. Trong khi đó, Pérez dẫn trước Massa. Nhưng sau khi Pérez đọ sức và Rosberg vượt qua Massa, Rosberg lại dẫn đầu cuộc đua và bỏ xa Button trong vài vòng tiếp theo. Rosberg ở ngoài đường đua lâu hơn Button khoảng mười vòng để đổi lốp lần thứ hai. Điều này mang lại cho anh một lợi thế chiến lược khi anh ta có thể đi tiếp mà không phải đổi lốp trong khi Button phải đổi lốp một lần nữa. Button cố gắng giành vị trí dẫn đầu bằng lập những vòng đua nhanh liên tiếp. Tuy nhiên, lần đổi lốp thứ ba của Button có vấn đề và anh tụt lại sau Räikkönen và Vettel. Räikkönen đứng thứ hai sau Rosberg với chiến lược hai lần đổi lốp.
Trong vài vòng tiếp theo, lốp của Räikkönen ngày càng xuống cấp. Sau khi để mất vị trí thứ hai vào tay Vettel ở vòng 48, anh bị tụt xuống vị trí thứ 14 trong vòng vài vòng sau đó. Đồng thời, Vettel cũng gặp vấn đề với lốp xe xuống cấp. Ở vòng thứ 52, anh để mất vị trí thứ hai vào tay Button và ở vòng thứ 53 ngay sau đó, Hamilton vượt qua anh và ở vòng cuối cùng, anh cũng bị đồng đội Webber vượt qua.
Rosberg giành được chiến thắng đầu tiên trong sự nghiệp Công thức 1 trước Button khoảng 20 giây. Đây là chiến thắng Công thức 1 đầu tiên của Mercedes với tư cách là đội đua kể từ chiến thắng của Juan Manuel Fangio ở giải đua ô tô Công thức 1 Ý 1955.
Webber về thứ tư trước Vettel và Romain Grosjean, những người lần đầu tiên ghi điểm trong mùa giải này. Các vị trí top 10 còn lại thuộc về Bruno Senna, Pastor Maldonado, Fernando Alonso và Kamui Kobayashi. Kobayashi cũng lập vòng đua nhanh nhất và đây là vòng đua nhanh nhất đầu tiên và duy nhất cho đến nay của anh và cũng là vòng đua nhanh nhất đầu tiên của Sauber. Trong bảng xếp hạng các tay đua, Hamilton dẫn trước Button sau khi Alonso tụt xuống vị trí thứ ba. Trong bảng xếp hạng các đội đua, ba vị trí dẫn đầu không thay đổi, trong đó McLaren kéo dài khoảng cách từ vị trí dẫn đầu so với các đội khác.

## Kết quả

### Vòng phân hạng
| Vị trí                   | Số xe | Tay đua            | Đội đua              | Q1       | Q2       | Q3                  | Vị trí xuất phát |
| ------------------------ | ----- | ------------------ | -------------------- | -------- | -------- | ------------------- | ---------------- |
| 1                        | 8     | Nico Rosberg       | Mercedes             | 1:36.875 | 1:35.725 | 1:35.121            | 1                |
| 2                        | 4     | Lewis Hamilton     | McLaren-Mercedes     | 1:36.763 | 1:35.902 | 1:35.626            | 71               |
| 3                        | 7     | Michael Schumacher | Mercedes             | 1:36.797 | 1:35.794 | 1:35.691            | 2                |
| 4                        | 14    | Kamui Kobayashi    | Sauber-Ferrari       | 1:36.863 | 1:35.853 | 1:35.784            | 3                |
| 5                        | 9     | Kimi Räikkönen     | Lotus-Renault        | 1:36.850 | 1:35.921 | 1:35.898            | 4                |
| 6                        | 3     | Jenson Button      | McLaren-Mercedes     | 1:36.746 | 1:35.942 | 1:36.191            | 5                |
| 7                        | 2     | Mark Webber        | Red Bull-Renault     | 1:36.682 | 1:35.700 | 1:36.290            | 6                |
| 8                        | 15    | Sergio Pérez       | Sauber-Ferrari       | 1:36.198 | 1:35.831 | 1:36.524            | 8                |
| 9                        | 5     | Fernando Alonso    | Ferrari              | 1:36.292 | 1:35.982 | 1:36.622            | 9                |
| 10                       | 10    | Romain Grosjean    | Lotus-Renault        | 1:36.343 | 1:35.903 | Không lập thời gian | 10               |
| 11                       | 1     | Sebastian Vettel   | Red Bull-Renault     | 1:36.911 | 1:36.031 |                     | 11               |
| 12                       | 6     | Felipe Massa       | Ferrari              | 1:36.556 | 1:36.255 |                     | 12               |
| 13                       | 18    | Pastor Maldonado   | Williams-Renault     | 1:36.528 | 1:36.283 |                     | 13               |
| 14                       | 19    | Bruno Senna        | Williams-Renault     | 1:36.674 | 1:36.289 |                     | 14               |
| 15                       | 11    | Paul di Resta      | Force India-Mercedes | 1:36.639 | 1:36.317 |                     | 15               |
| 16                       | 12    | Nico Hülkenberg    | Force India-Mercedes | 1:36.921 | 1:36.745 |                     | 16               |
| 17                       | 16    | Daniel Ricciardo   | Toro Rosso-Ferrari   | 1:36.933 | 1:36.956 |                     | 17               |
| 18                       | 17    | Jean-Éric Vergne   | Toro Rosso-Ferrari   | 1:37.714 |          |                     | 242              |
| 19                       | 20    | Heikki Kovalainen  | Caterham-Renault     | 1:38.463 |          |                     | 18               |
| 20                       | 21    | Vitaly Petrov      | Caterham-Renault     | 1:38.677 |          |                     | 19               |
| 21                       | 24    | Timo Glock         | Marussia-Cosworth    | 1:39.282 |          |                     | 20               |
| 22                       | 25    | Charles Pic        | Marussia-Cosworth    | 1:39.717 |          |                     | 21               |
| 23                       | 22    | Pedro de la Rosa   | HRT-Cosworth         | 1:40.411 |          |                     | 22               |
| 24                       | 23    | Narain Karthikeyan | HRT-Cosworth         | 1:41.000 |          |                     | 23               |
| Thời gian 107%: 1:42.931 |       |                    |                      |          |          |                     |                  |

Chú thích:
^1  — Lewis Hamilton bị tụt năm vị trí do thay đổi hộp số trước cuộc đua.
^2  — Jean-Éric Vergne phải xuất phát từ làn pit sau khi đội của anh thực hiện nhiều thay đổi khác nhau cho chiếc xe của anh, trái với quy định Parc Fermé.

### Cuộc đua chính
| Vị trí  | Số xe | Tay đua            | Đội đua              | Số vòng | Thời gian/Bỏ cuộc | Vị trí xuất phát | Số điểm |
| ------- | ----- | ------------------ | -------------------- | ------- | ----------------- | ---------------- | ------- |
| 1       | 8     | Nico Rosberg       | Mercedes             | 56      | 1:36:26.929       | 1                | 25      |
| 2       | 3     | Jenson Button      | McLaren-Mercedes     | 56      | +20.626           | 5                | 18      |
| 3       | 4     | Lewis Hamilton     | McLaren-Mercedes     | 56      | +26.012           | 7                | 15      |
| 4       | 2     | Mark Webber        | Red Bull-Renault     | 56      | +27.924           | 6                | 12      |
| 5       | 1     | Sebastian Vettel   | Red Bull-Renault     | 56      | +30.483           | 11               | 10      |
| 6       | 10    | Romain Grosjean    | Lotus-Renault        | 56      | +31.491           | 10               | 8       |
| 7       | 19    | Bruno Senna        | Williams-Renault     | 56      | +34.597           | 14               | 6       |
| 8       | 18    | Pastor Maldonado   | Williams-Renault     | 56      | +35.643           | 13               | 4       |
| 9       | 5     | Fernando Alonso    | Ferrari              | 56      | +37.256           | 9                | 2       |
| 10      | 14    | Kamui Kobayashi    | Sauber-Ferrari       | 56      | +38.720           | 3                | 1       |
| 11      | 15    | Sergio Pérez       | Sauber-Ferrari       | 56      | +41.066           | 8                |         |
| 12      | 11    | Paul di Resta      | Force India-Mercedes | 56      | +42.273           | 15               |         |
| 13      | 6     | Felipe Massa       | Ferrari              | 56      | +42.779           | 12               |         |
| 14      | 9     | Kimi Räikkönen     | Lotus-Renault        | 56      | +50.573           | 4                |         |
| 15      | 12    | Nico Hülkenberg    | Force India-Mercedes | 56      | +51.213           | 16               |         |
| 16      | 17    | Jean-Éric Vergne   | Toro Rosso-Ferrari   | 56      | +51.756           | 24               |         |
| 17      | 16    | Daniel Ricciardo   | Toro Rosso-Ferrari   | 56      | +1:03.156         | 17               |         |
| 18      | 21    | Vitaly Petrov      | Caterham-Renault     | 55      | +1 vòng           | 19               |         |
| 19      | 24    | Timo Glock         | Marussia-Cosworth    | 55      | +1 vòng           | 20               |         |
| 20      | 25    | Charles Pic        | Marussia-Cosworth    | 55      | +1 vòng           | 21               |         |
| 21      | 22    | Pedro de la Rosa   | HRT-Cosworth         | 55      | +1 vòng           | 22               |         |
| 22      | 23    | Narain Karthikeyan | HRT-Cosworth         | 54      | +2 vòng           | 23               |         |
| 23      | 20    | Heikki Kovalainen  | Caterham-Renault     | 53      | +3 vòng           | 18               |         |
| Bỏ cuộc | 7     | Michael Schumacher | Mercedes             | 12      | Lốp xe            | 2                |         |

## Bảng xếp hạng sau cuộc đua

### Bảng xếp hạng các tay đua
| Vị trí | Tay đua          | Đội đua          | Số điểm | Thay đổi vị trí |
| ------ | ---------------- | ---------------- | ------- | --------------- |
| 01     | Lewis Hamilton   | McLaren-Mercedes | 45      | 1               |
| 02     | Jenson Button    | McLaren-Mercedes | 43      | 1               |
| 03     | Fernando Alonso  | Ferrari          | 37      | 2               |
| 04     | Mark Webber      | Red Bull-Renault | 36      | +/-0            |
| 05     | Sebastian Vettel | Red Bull-Renault | 28      | 1               |
| 06     | Nico Rosberg     | Mercedes         | 25      | 9               |
| 07     | Sergio Pérez     | Sauber-Ferrari   | 22      | 2               |
| 08     | Kimi Räikkönen   | Lotus-Renault    | 16      | 1               |
| 09     | Bruno Senna      | Williams-Renault | 14      | 1               |
| 10     | Kamui Kobayashi  | Sauber-Ferrari   | 9       | 1               |

- Lưu ý: Chỉ có mười vị trí đứng đầu được liệt kê trong bảng xếp hạng này.

### Bảng xếp hạng các đội đua
| Vị trí | Đội đua              | Số điểm | Thay đổi vị trí |
| ------ | -------------------- | ------- | --------------- |
| 01     | McLaren-Mercedes     | 88      | +/-0            |
| 02     | Red Bull-Renault     | 64      | +/-0            |
| 03     | Ferrari              | 37      | +/-0            |
| 04     | Sauber-Ferrari       | 31      | +/-0            |
| 05     | Mercedes             | 26      | 4               |
| 06     | Lotus-Renault        | 24      | 1               |
| 07     | Williams-Renault     | 18      | +/-0            |
| 08     | Force India-Mercedes | 9       | 2               |
| 09     | Toro Rosso-Ferrari   | 6       | 1               |
| 10     | Marussia-Cosworth    | 0       | +/-0            |
| 11     | Caterham-Renault     | 0       | +/-0            |
| 12     | HRT-Cosworth         | 0       | +/-0            |